# Anthopleura ambonensis
Anthopleura ambonensis is een zeeanemonensoort uit de familie Actiniidae. De anemoon komt uit het geslacht Anthopleura. Anthopleura ambonensis werd in 1898 voor het eerst wetenschappelijk beschreven door Kwietniewski. 